# Niemieńsko
Niemieńsko (niem. Nemischhof) – osada sołecka w Polsce położona w województwie zachodniopomorskim, w powiecie choszczeńskim, w gminie Drawno. 
W latach 1975–1998 miejscowość administracyjnie należała do województwa gorzowskiego. 
W 2007 osada liczyła 176 mieszkańców. 

## Geografia
Osada leży ok. 8 km na południowy wschód od Drawna, nad rzeką Słopicą, między Drawnem a miejscowością Stare Osieczno.
Osady wchodzące w skład sołectwa: Zamek (nieoficjalna), Nowa Korytnica.

## Zabytki
Do wojewódzkiego rejestru zabytków wpisany jest:
- zespół pałacowy, wybudowany w latach 1922-30 przez  Jakuba Virigensa von Arnin[6], w skład zespołu wchodzą: 
  - Pałac w Niemieńsku, myśliwski. W latach 1864-1945 własność rodziny von Arnim[7]. Obecnie w pałacu znajduje się Specjalny Ośrodek Szkolno-Wychowawczy
  - park leśny

inne zabytki:
- stary dąb.

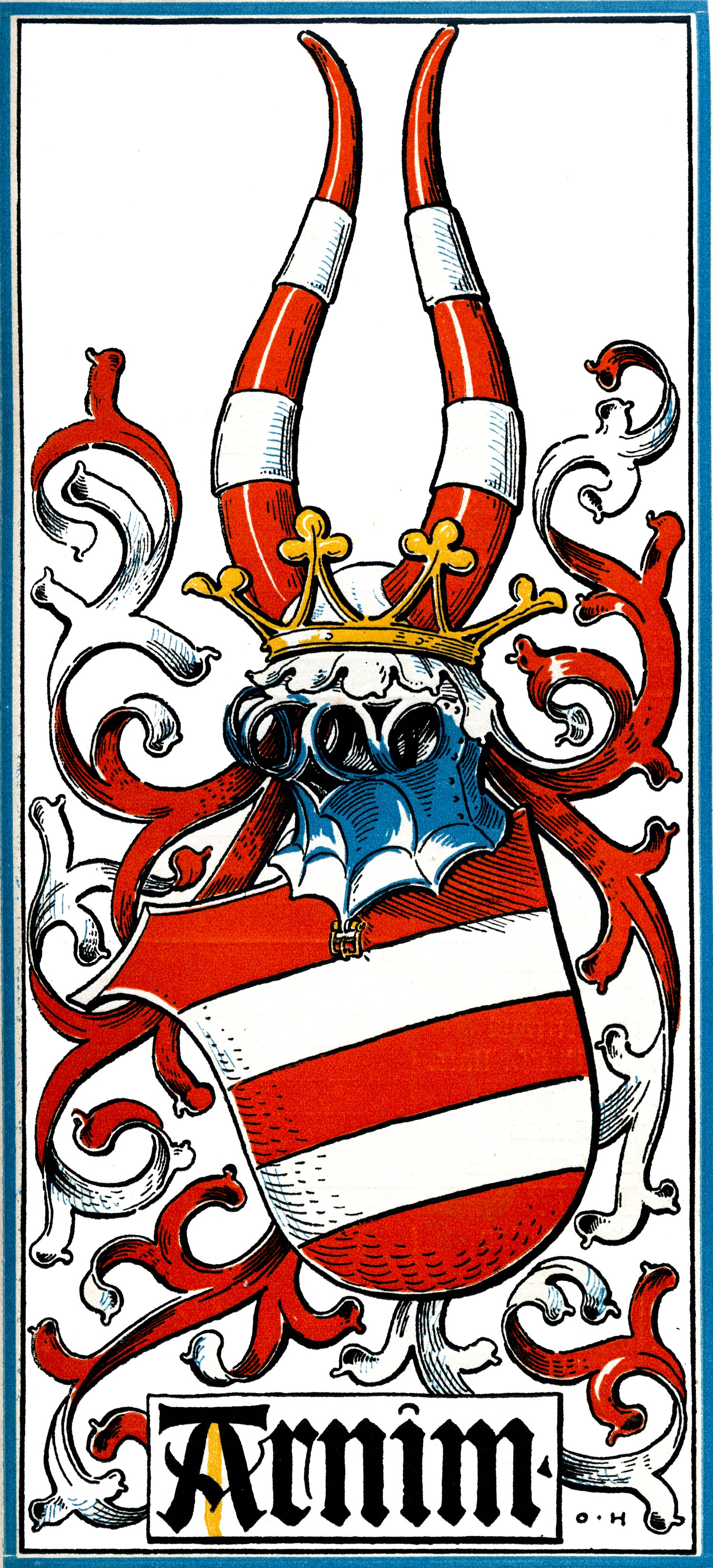
Herb rodziny von Arnim